# 山鹿市立鹿北中学校
山鹿市立鹿北中学校（やまがしりつかほくちゅうがっこう）は、熊本県山鹿市鹿北町四丁にある中学校。

## 沿革
- 1947年(昭和22年) - 岳間村立岳間中学校、岩野村外一ヶ村学校組合立岩広中学校、男岳分校創立。
- 1954年(昭和29年) - 岳間中学校を鹿北村立鹿北第一中学校、岩広中学校を鹿北村立鹿北第二中学校、男岳分校は鹿北村立鹿北第二中学校男岳分校と改称。
- 1963年(昭和38年) - 鹿北町立鹿北第一中学校、鹿北町立鹿北第二中学校、鹿北町立鹿北第二中学校男岳分校と改称。
- 1966年(昭和41年) - 男岳分校閉校
- 1972年(昭和47年) - 統合し鹿北町立鹿北中学校となる。
- 2005年(平成17年) - 山鹿市立鹿北中学校と改称。